# Нявкун чорноголовий
Нявкун чорноголовий (Ailuroedus melanocephalus) — вид горобцеподібних птахів родини наметникових (Ptilonorhynchidae). До 2016 року вважався підвидом нявкуна зеленого (Ailuroedus crassirostris).

## Поширення
Ендемік Папуа Нової Гвінеї. Поширений на південному поясі півострова Гуон між районом Карімуї-Номане і горами Герцог. Мешкає в тропічних та субтропічних рівнинних лісах.

## Опис
Птах завдовжки 29 см, вагою 140—205 г. Це птахи з масивною і пухкою зовнішністю, з маленькою та округлою головою, міцним конічним дзьобом, злегка зігнутим донизу, витягнутими і міцними ногами, довгими крилами і досить довгим, тонким і прямокутним хвостом. Оперення зеленого кольору, темнішого на спині та крилах і жовтувато-зеленого на грудях і череві. Верх голови темно-коричневий, лицьова маска світло-сіра, щоки темно-коричневі. Дзьоб кольору слонової кістки з сіро-блакитними відтінками, очі темно-червоні, ноги сіро-блакитні. Дуже схожий на нявкуна чорнощокого, відносно якого має більше темно-коричневого забарвлення на голові.

## Спосіб життя
Трапляється парами або невеликими сімейними групами. Територіальний вид, активно захищає свою територію від інших птахів свого виду. Поклик нагадує жалібне нявкання кота або крик немовляти. Живиться фруктами, ягодами, насінням, бруньками, квітами, а в період розмноження комахами, дрібними безхребетними та жабами.
Про репродуктивні звички немає даних, але вони, ймовірно, не відрізняються від нявкуна зеленого.